# アブディエル
アブディエル（Abdiel、ヘブライ語:עֲבְדִּיאֵל）とは、『歴代誌』に記されている人名。ジョン・ミルトンは『失楽園』において、天使の名として採用している。
天上界の戦争時にサタン（ルシファー）の仲間の天使群の中で、神に反乱を起こすことに唯一反し、それを拒絶した天使。
神を打ち倒し、自由を取り戻すため、先ず自分の仲間の天使たちに説得を図ったルシファー（サタン）は、神への忠実な奉仕と忠誠行為は屈辱的な従属であると述べ、従属状態である天使達に共に自由を得るために立ち上がることを説いた。
しかし、天使アブディエルは説得に反意を唱える。
このときアブディエル自身は、サタンも神によって創造されたのだから、創造主である神よりその力は劣るに相違ないとも発した。
そして、サタンの、自分は被造物でないからその様な事は無い、といった反論意見に、結局アブディエルは耳を貸さなかった。
後、神に立ち向かい悪魔になる天使群の側から身を外し、自ら神の元へ飛び去っていった。